# 小林正基
小林 正基（こばやし まさもと、1905年〈明治38年〉1月20日 - 1978年〈昭和53年〉10月27日）は、昭和時代の警察官・弁護士。

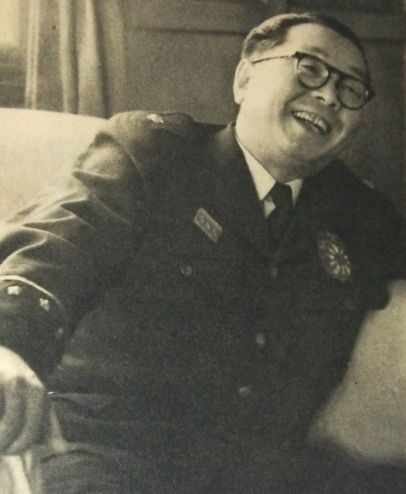
小林正基（1954年）

## 経歴
1905年1月、北海道空知郡中富良野村で小林権三郎の子として生まれる。1929年に高等試験行政科に合格。神奈川県巡査を拝命。1931年、明治大学法学部を卒業し、神奈川県警部補、神奈川県警部を経て1933年、高等試験司法科に合格。秦野警察署長、藤沢警察署長、神奈川県警察部保安課長、石川県警察部警務課長兼警防課長、福岡県警察部警務課長、海軍司政官、ボルネオ民政部に勤務。内務事務官、兵庫県警察部刑事課長、兵庫県警察部警務課長、青森県警察部長を歴任。1948年3月に横浜市警察局長に就任し、これをもって退官。弁護士登録を行い、横浜弁護士会に所属。1969年度の横浜弁護士会長を務めた。
この間1955年の第27回衆議院議員総選挙に神奈川1区から日本民主党公認で、1960年の第29回衆議院議員総選挙に自由民主党公認で立候補したがいずれも落選した。
このほか帝蚕倉庫監査役を務めた。